# Liste der Arbeitslager in Shandong
Umerziehung durch Arbeit ist ein System von Arbeitslagern in der Volksrepublik China.
Diese Liste führt solche Arbeitslager in der Provinz Shandong auf.
| Bezeichnung                                      | Unternehmensbezeichnung                                         | Stadt/Kreis   | Dorf/Stadt      | Gründungsjahr | Bemerkungen |
| ------------------------------------------------ | --------------------------------------------------------------- | ------------- | --------------- | ------------- | --- |
| Umerziehung durch Arbeit Handan                  | Maschinenfabrik Xinsheng                                        |               |                 |               | Wird auch Umerziehung durch Arbeit Liuchangshan genannt. Es wurde berichtet, dass dort Falun-Gong-Anhänger festgehalten werden. |
| Umerziehung durch Arbeit Jinan                   | Baugerätefabrik Yujin Stadt Jinan                               | Jinan         |                 |               | |
| Umerziehung durch Arbeit Jining                  | Motorreparaturgeschäft 80 Stadt Ji'ning                         | Jining        |                 |               | |
| Provinzial-Umerziehung durch Arbeit Nr. 1        | Shandong-Shengjian-Fabrik 83                                    | Zhoucun, Zibo |                 | 1958          | Auch Umerziehung durch Arbeit Shandong Shengjian Basan genannt; es wurde berichtet, dass dort Ton zum Export nach Japan her gestellt wurde. |
| Provinzial-Frauen-Umerziehung durch Arbeit Nr.1  |                                                                 | Jinan         |                 |               | Auch Umerziehung durch Arbeit Jiangshuiquan genannt |
| Provinzial-Umerziehung durch Arbeit Nr. 2        |                                                                 | Zhoucun, Zibo | Wangcun         |               | Es wurde berichtet, dass dort Falun-Gong-Anhänger festgehalten werden. |
| Provinzial-Frauen-Umerziehung durch Arbeit Nr. 2 |                                                                 | Zhoucun, Zibo | Wangcun         | 2003          | Es wurde berichtet, dass dort Falun-Gong-Anhänger festgehalten werden. |
| Umerziehung durch Arbeit der Provinz Shandong    |                                                                 | Wangcun, Zibo |                 |               | Auch Umerziehung durch Arbeit der Provinz Shandong Zibo Wangcun genannt, sie besteht aus Provinzial-Umerziehung durch Arbeit Nr. 1, Provinzial-Frauen-Umerziehung durch Arbeit Nr.1, Provinzial-Umerziehung durch Arbeit Nr. 2, Provinzial-Frauen-Umerziehung durch Arbeit Nr. 2 |
| Umerziehung durch Arbeit Qingdao                 | Stahlrohrwerke Longyuan; Stoßdämpferwerk Qingdao                |               | Licang, Qingdao |               | Es wurde berichtet, dass dort Falun-Gong-Anhänger festgehalten werden. |
| Umerziehung durch Arbeit Weifang                 | Chemiefabrik Weifang Jinfan; Felsmaterialfabrik Weifang Changle | Weifang       |                 |               | Es wurde berichtet, dass dort Falun-Gong-Anhänger festgehalten werden. Auch Umerziehung durch Arbeit Changle genannt; hat einen Produktionsvertrag mit einem chinesisch-amerikanischen Unternehmen                                                                               |
| Umerziehung durch Arbeit Zaozhuang               | Kohlenbergwerk Zaozhuang Shengjian                              | Zaozhuang     |                 | 1984          | |
| Umerziehung durch Arbeit Zibo                    | Werkzeugfabrik Boshan                                           | Boshan, Zibo  | Qiugucun        | 1981          | |

## Quelle
- Laogai Handbook (2007–2008). (PDF; 3,5 MB) The Laogai Research Foundation, 2008, abgerufen am 10. Januar 2011.
- http://www.nytimes.com/1993/07/19/world/export-of-prison-goods-seems-to-continue.html